# Pocket Size
Pocket Size (även kallat Pocket Size Sthlm) är ett svenskt band inom genren progressiv/psykedelisk rock med inslag av jazz. Den enda permanenta medlemmen är Peter Pedersen, i övrigt växlar musikerna mellan skivor och framföranden. Bandet bildades 2010 och är baserat i Stockholm. 

## Diskografi
Hitintills släppta skivor är:
- The Hornplayer from the Milky way... (2010) (CD+Digitalt) (MH001)
- Dustman Sessions (Digitalt) (2012) (MH002)
- Exposed Undercurrents (2014) (CD+LP+Digitalt) (MH003 & MH004)
- Cleaning the Mirror Volume 1 - Vemood (2016) (CD+LP) (MH005 & MH006)
- Cleaning the Mirror Volume 2 - Immortality (2018) (CD+LP) (MH007 & MH008)

Samtliga skivor är släppta på skivetiketten MillHill productions. 

## Medverkande musiker
Sedan 2010 har följande musiker medverkat i Pocket Size: 
- Rasmus Svensson-Blixt
- Lars Ekman
- Leo Lindberg
- Sean Nowell
- Kristian Brink
- Simon Svärd
- Lisa Ekelund
- Rolf Arnsen
- Fredrik Olsson
- Joe Abba
- Daniel Aldenmark
- Jakob Lenberg
- Mattias Ljungberg
- Paul Svanberg
- Otto Nickasson Elmerås
- Fredrik Björling
- Mattias Lindberg
- Anders Ekholm
- Mats Dimming